# Joaquín Toesca
Joaquín Toesca y Ricci (originalmente Gioacchino Toesca; Roma, Estados Pontificios, 1745 - Santiago, Capitanía General de Chile, 11 de junio de 1799) fue un arquitecto italiano que trabajó al servicio del Imperio español, fundamentalmente en Chile.

## Biografía
Hijo de Giuseppe Toesca y Maria Ricci, empezó sus estudios de arquitectura en el ejército, en el taller de Francesco Sabatini. A los quince años viajó con Sabatini a la corte de Madrid. Toesca estudió matemática en Barcelona. 
En 1780 viaja a Santiago de Chile, a petición del gobernador Agustín de Jáuregui y el arzobispo de Santiago Manuel de Alday y Aspée, con el encargo de finalizar la construcción de la Catedral de dicha ciudad. Además de esta obra, también se ocupó de diseñar los planos de la Casa de Moneda de Chile, (que posteriormente sería utilizada como residencia presidencial y sede del poder ejecutivo), de corregir los errores de construcción de la Catedral de Concepción, los Tajamares del Río Mapocho y el Hospital San Juan de Dios, y otras obras de menor importancia.
Tuvo una importante labor en Talca, donde se le encargó el diseño de varios edificios públicos de la ciudad, incluyendo la cárcel, la Iglesia Matriz, el hospital y el cabildo, entre otros espacios.
Toesca contrajo matrimonio en 1782 con Manuela Fernández de Rebolledo y Pando, pero su esposa acaba ingresando en un convento, tras intentar asesinar a su marido.
Joaquín Toesca prosiguió sus trabajos y tuvo numerosos discípulos. Su influencia en la ciudad de Santiago de Chile es notable.[cita requerida] Murió el 11 de junio de 1799 y fue sepultado en la Iglesia de San Francisco, en Santiago.

## Principales obras

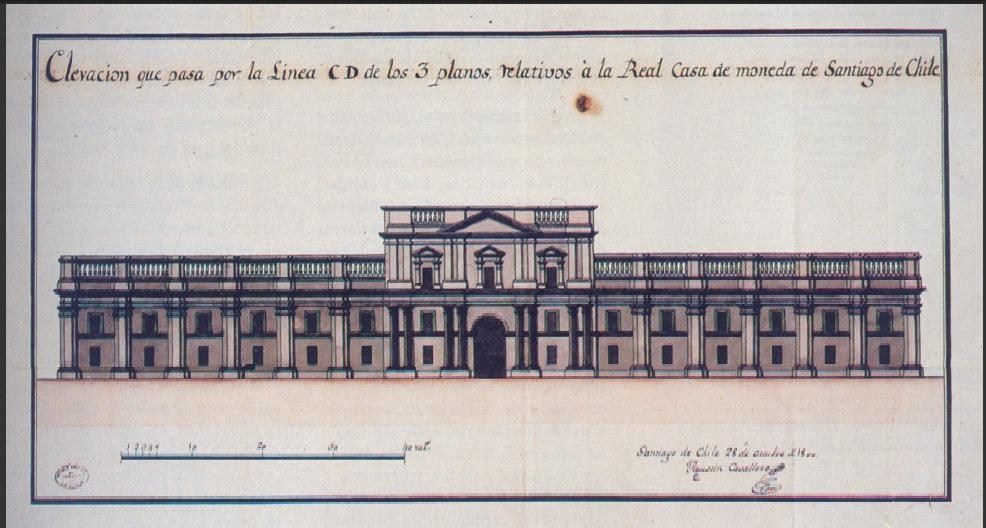
Elevación del Palacio de la Moneda en Santiago de Chile, realizada por Toesca.

- Catedral Metropolitana de Santiago, 1780, Santiago, Chile.
- Catedral de la Santísima Concepción, 1788, Concepción, Chile.
- Basílica de la Merced, 1795, Santiago, Chile.
- Palacio de la Real Aduana de Santiago (Palacio Viejo de los Tribunales), 1802, Santiago, Chile.
- Palacio de La Moneda, 1805, Santiago, Chile.